# Обершляйсгайм
Обершляйсгайм (нім. Oberschleißheim) — громада в Німеччині, розташована в землі Баварія. Підпорядковується адміністративному округу Верхня Баварія. Входить до складу району Мюнхен.
Площа — 30,60 км2. Населення становить 11 900 ос. (станом на 31 грудня 2020).